# Leif Kayser
Leif Kayser (Copenhague, 13 de junio de 1919 - 15 de junio de 2001) fue un compositor, organista, pianista, pedagogo y sacerdote danés.

## Biografía
Leif Kayser era hijo del geógrafo Olaf Ivar Monrad Kayser (1893–1928) y de Hedwig Martha Nick (1877–1972).
Kayser comenzó sus estudios en la Academia real danesa de música en 1936, donde tuvo por profesor a Poul Schierbeck. En Estocolmo, estudió composición con Hilding Rosenberg y dirección de orquesta con Thurs Mann. Kayser debutó en 1941 como pianista en Copenhague y como director de orquesta en Göteborg.
Después de los estudios de teología en Roma, Kayser fue ordenado en 1949 y fue sacerdote y organista hasta en 1964 de San Ansgar, la catedral católica de Copenhague, después de lo cual llegó a ser profesor de instrumentación y de análisis musical en la Academia real danesa de música,

## Obras
Kayser fue uno de los más grandes compositores de órgano daneses del siglo XX. Entre sus obras principales para este instrumento, se pueden citar las cuatro suites y el concierto para órgano de 1965.

### Música para órgano
- 3 Improvisaciones
- Paráfrasis de motivos gregorianos
- Variaciones sobre "In dulci jubilo"
- Fantasia – Arabesco – Coral (1953–55)
- Sonatina
- Continuación característica (1956)
- Continuación Nº 2
- Continuación Nº 3
- Continuación Nº 4 (1973)
- Requiem, 11 meditaciones para órgano
- Variaciones pascuales (1957–60)
- Concierto (1965)
- Juegos de Himnos navideños
- Sonata
- Fantasia e INNO (1969)
- Entrada real
- Vidrieras de Iglesia
- Piezas Sacras I / II
- Toccata sobre el  "Ave Maria"
- 3 frescos de María (1979–82)
- 2 piezas sinfónicasi
- Himno a Duke Knud (1986)
- Lauda board salvatorem (1992)

### Sinfonías
- 1937 - 1938 Sinfonía nº 1
- 1939 Sinfonía nº 2
- 1943 - 1953  Sinfonía nº 3
- 1945 - 1963  Sinfonía nº 4 .

#### Conciertos
- 1965 Concierto para órgano y orquesta
- # Fantasía Con
- # Vivo
- # Allegro vigoroso
- # Moderato
- # Final

#### Otros obras para orquesta
- 1962 Konig Kristian Stod Overture

### Obras para orquesta de armonía
- 1956 Ocho Piccoli Studi
- 1959 Continuación
- 1962 Konig Kristian Stod Overture
- 1971 Inno

### Misas, oratorio, música sacra
- 1942  Ave Maria  para voz y órgano
- 1946 - 1953  Te Deum  para coro mixto
- 1943 - 1947  Oratorio navideño ( Kerstoratorium ) " En Nativitate domini " , oratorio para soprano, barítono, bajo, coro mixto y orquesta
- 1956  3 Salmos (himno) ,  para contralto y órgano
- 1960  Misa III  para coro mixto y orquesta de cuerdas
- 4 himnos para barítono para barítono y órgano
- # Salmo 26 : 1-6
- # Salmo 130
- # Salmo 137 : 1-2
- # Salmo 62 : 2-9
- Ave Maria  para coro femenino (SSAA)

### Música de cámara
- 1955  In dulci jubilo para trompeta, trompa, trombón y tuba
- 1955 - 1958  19 Canciones para 3 Registros, para 3 flautas dulces
- 1955 - 1958  Duets for blokfløjtekor  dúo para flautas dulces
- 1957  Variaciones sobre " Alabado sea Jesucristo "  para trompeta, trompa, trombón y tuba
- 1958  Notturno saccro  para trompeta, trompa, trombón y tuba